# روبرت جيرل
روبرت جيرل (بالألمانية: Rupert Gerl)‏ (مواليد 22 أغسطس 1961) وهو لاعب كرة قدم ألماني سابق.

## المسيرة
في موسم 1987–88 انتقل جيرل مع أدريان سبيركا من بوروسيا دورتموند 2 إلى الفريق الأول، عزز صفوف الهجوم مع فرانك ميل، نوربرت ديكل ودانيال سيمز، أصبح تحت قيادة المدرب راينهارد صفتيج في أربع مرات. كان أول ظهور له في الجولة 11 كان دخوله لأرضية الملعب في الدقيقة 77، خسر المباراة بنتيجة 0-2 أمام نادي كارلسروه. وفي الأنتقالات الشتوية للموسم التالي انتقل إلى نادي SpVg Marl. 

## المرجع
1. ↑  "Rupert Gerl - Player Profile" (بالإنجليزية). Archived from the original on 2018-08-20. Retrieved 2018-08-20.
2. ↑  schwatzgelb.de: Saison 1987/88 – Ernüchterung nach dem Höhenflug, abgerufen am 16. August 2014 نسخة محفوظة 20 أغسطس 2018 على موقع واي باك مشين. [وصلة مكسورة]
3. ↑  schwatzgelb.de: Saison 1988/89 – Endlich wieder ein Titel für den BVB, abgerufen am 16. August 2014 نسخة محفوظة 20 أغسطس 2018 على موقع واي باك مشين. [وصلة مكسورة]

## وصلات خارجية
- روبرت جيرل على موقع قاعدة بيانات كرة القدم.إي يو (الإنجليزية)
- روبرت جيرل على موقع بيانات كرة القدم. دي إي (الألمانية)
- روبرت جيرل على موقع عالم كرة القدم.نت (الإنجليزية)